# Claude Frontin
Œuvres principales
- Epigrammata et poemata

Compléments
- Curé de La Rivière

Claude Frontin ou en latin Claudii Frontini Ripariensis  est un enseignant, poète et ecclésiastique comtois du XVIe siècle né vers 1510 à La Rivière et mort en 1563 dans la même ville.

## Biographie

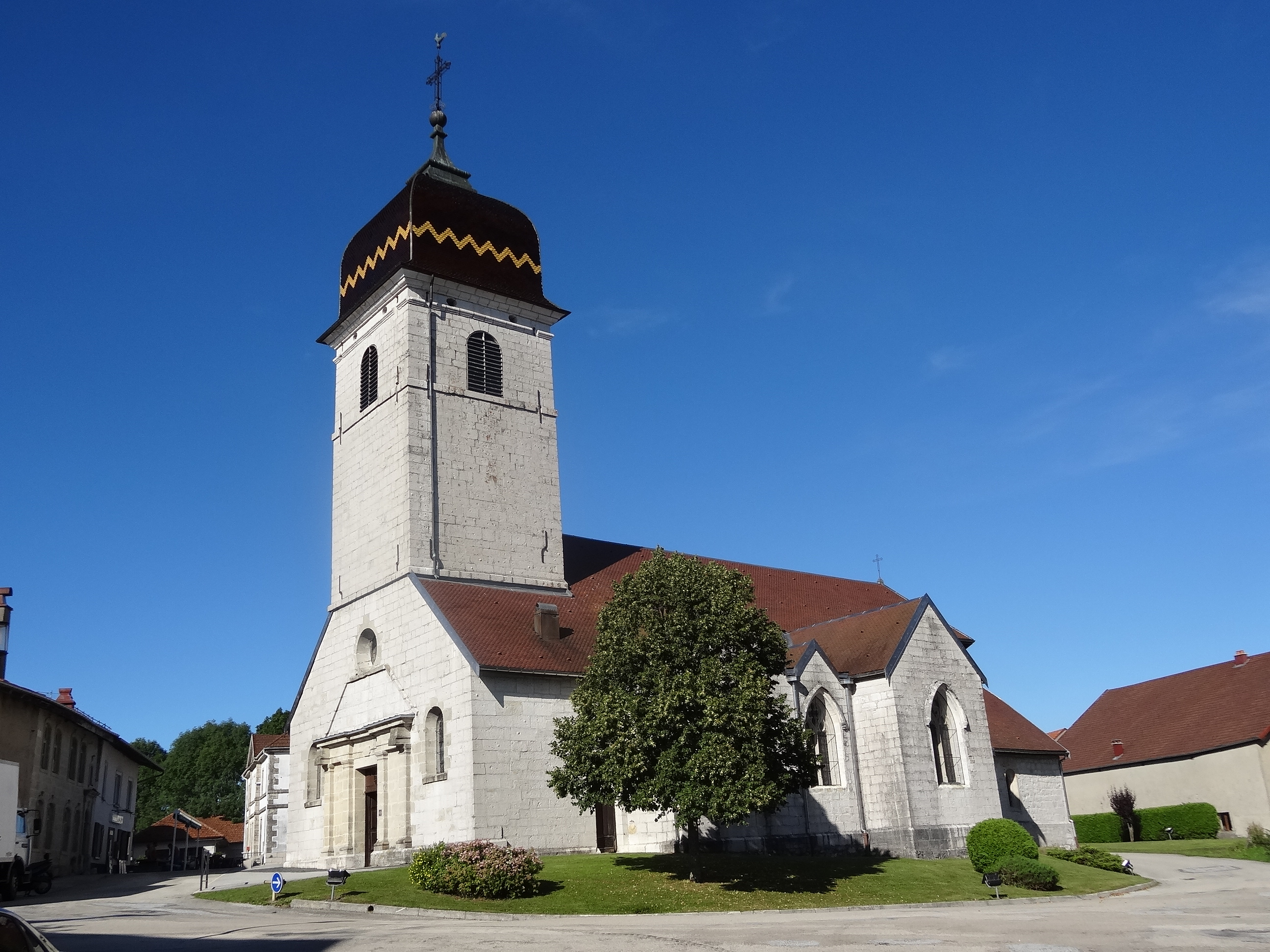
L'église de la Rivière de nos jours

Claude Frontin est né à La Rivière vers 1510. Après ses études (probablement de théologie) vers 1540, il devient chapelain (professeur) de Gilbert Cousin dans son école de Sirod qui forme les enfants des élites comtoises et suisses,. Les deux hommes deviennent amis et partage le même objectif : ranimer le gout des lettres dans le comté de Bourgogne,. C'est lui qui donnera l'idée à Cousin de la rédaction de son ouvrage majeur "Description de la Franche-Comté".
En 1546, il quitte Sirod pour faire un voyage de plusieurs mois à Bâle où il est favorablement accueilli par les élites intellectuelles de la ville. Il se lie d'amitié avec notamment Basile Hérolde et Jean Oporin. Mais aussi Jacques Estauge, poète et imprimeur, qui lui dédira  son recueil de poèmes "Micrologie  & de minutes". Au cours de son voyage il apprend qu'il est ordonné curé de La Rivière où il retourne aussitôt. Il entretient une correspondance régulière avec Cousin mais aussi Hugues Babet ou Claude Marius et avec lesquels ils commentent des textes comme la Cité de Dieu de saint Augustin en 1557. Il publie en 1556 cette année-là son seul ouvrage connu Poematia et epigrammata imprimé à Bâle par Jacobus Parcus. On trouve également plusieurs de ses poèmes dans les œuvres de Cousins.
Il meurt en 1563 dans sa ville natale.
Son neveu Anatole Frontin fut élève de Gilbert Cousin avant de se convertir au Protestantisme. Théologien et poète, il devient chapelain de l'amiral de Coligny et mourut lors de la Saint-Barthélémy.

## Ouvrages de Claude Frontin
- Épitaphe de Guillaume de la Baume, 1552
- Claudii Frontini Ripariensis poematia et epigrammata et alla qusedam. prosa-oratione excusa. Bâle, 1556